# Rallye Monte Carlo 1977
Die 45. Rallye Monte Carlo war der 1. Lauf zur Rallye-Weltmeisterschaft 1977. Sie fand vom 22. bis zum 28. Januar in der Region von Monaco statt. Von den 27 geplanten Wertungsprüfungen wurde eine abgesagt.

## Klassifikationen

### Endergebnis
| Rang | Fahrer              | Co-Pilot               | Auto                     | Zeit (Std./Min./Sek.) | Rückstand Sieger (Min./Sek.) Rückstand V (Min./Sek.) |
| ---- | ------------------- | ---------------------- | ------------------------ | --------------------- | ---------------------------------------------------- |
| 1    | Sandro Munari       | Silvio Maiga           | Lancia Stratos HF        | 6:36:13               | 00:00                                                |
| 2    | Jean-Claude Andruet | Michèle Espinosi-Petit | Fiat 131 Abarth          | 6:38:29               | 02:16                                                |
| 3    | Antonio Zanini      | Juan Petisco           | Seat 124D Especial 1800  | 6:47:07               | 10:54 08:38                                          |
| 4    | Salvador Cañellas   | Daniel Ferrater        | Seat 124D Especial 1800  | 6:55:03               | 18:50 07:56                                          |
| 5    | Gérard Swaton       | Bernard Cordesse       | Porsche 911              | 6:59:17               | 23:04 04:14                                          |
| 6    | Christine Dacremont | Colette Galli          | Lancia Stratos HF        | 7:01:10               | 24:57 01:53                                          |
| DSQ  | Christian Dorche    | Jean-Bernard Vieu      | BMW 2002 ti              | —                     | —                                                    |
| 7    | Salvador Servià     | Jorge Sabater          | Seat 1430 / 1800         | 7:02:08               | 25:55 00:58                                          |
| 8    | Dominique de Meyer  | Omer Veran             | Alpine-Renault A110 1800 | 7:05:15               | 29:02 03:07                                          |
| 9    | Nicolas Koob        | Nico Demuth            | Porsche 911              | 7:07:20               | 31:07 02:05                                          |
| 10   | Lars Carlsson       | Bob de Jong            | Opel Kadett GT/E         | 7:08:56               | 32:43 01:36                                          |

Insgesamt wurden 45 von 198 gemeldeten Fahrzeuge klassiert:

### Herstellerwertung
| Pos. | Team    | Punkte |
| ---- | ------- | ------ |
| 1    | Lancia  | 18     |
| 2    | Fiat    | 16     |
| 3    | Seat    | 14     |
| 4    | Porsche | 14     |
| 5    | Alpine  | 10     |

Die Fahrer-Weltmeisterschaft wurde erst ab 1979 ausgeschrieben.